# Museum of Contemporary Art (Los Angeles)

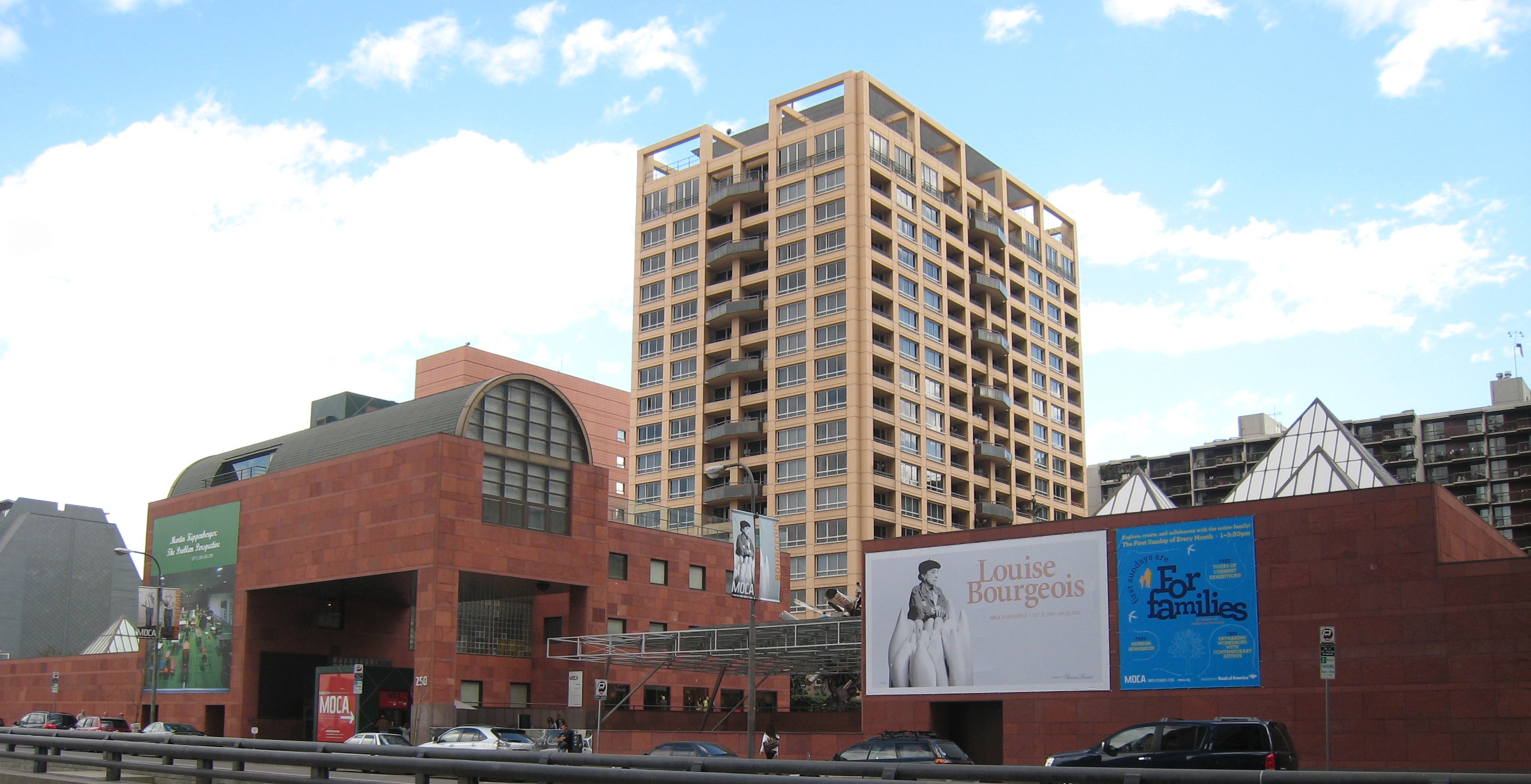
Op de voorgrond MOCA Grand Avenue, Los Angeles

Het Museum of Contemporary Art (Los Angeles) (MOCA) is een museum voor hedendaagse kunst in Los Angeles (Californië).
De hoofdvestiging van het museum, MOCA Downtown genaamd, is gelegen aan Grand Avenue in Downtown Los Angeles. Een tweede vestiging is het, destijds als tijdelijk tentoonstellingsgebouw bedoelde, MOCA Geffen Contemporary in het Little Tokyo district van Los Angeles. Een derde vestiging , MOCA Pacific Design Center bevindt zich in West Hollywood.
Het museum exposeert vooral hedendaagse Amerikaanse en Europese kunst van na 1940.

## Locaties

### MOCA Grand Avenue
In 1986 werd de nieuwbouw aan de Grand Avenue, uitgevoerd in zandsteen en ontworpen door de Japanse architect Arata Isozaki, voor het publiek geopend.
MOCA Downtown heeft een collectie van bijna 5000 werken van moderne en hedendaagse kunst vanaf 1940, waaronder klassieke werken van hedendaagse kunstenaars en nieuwe werken van beginnende en reeds gevestigde kunstenaars afkomstig uit Californië en elders. Het MOCA is het enige museum in Los Angeles dat exclusief is gewijd aan hedendaagse kunst.
MOCA Downtown exposeert uit de eigen collectie, met name werk uit de periode tussen 1940 en 1980, van kunstenaars zoals Jean-Michel Basquiat, Willem de Kooning, Richard Diebenkorn, Tracey Emin, Dan Flavin, Sam Francis, Arshile Gorky, David Hockney, Jasper Johns, Ellsworth Kelly, Franz Kline, Roy Lichtenstein, Agnes Martin, Piet Mondriaan, Robert Motherwell, Barnett Newman, Claes Oldenburg, Jackson Pollock, Robert Rauschenberg, Mark Rothko, Julian Schnabel, Joel Shapiro, Frank Stella, Antoni Tàpies en Cy Twombly.

### MOCA Geffen Contemporary
Geopend, als tijdelijke locatie in afwachting van de nieuwbouw, in 1983. De tentoonstellingsruimte werd gevestigd in een uit de veertiger jaren daterend opslagpand, dat werd gerenoveerd door Frank Gehry. De voorlopige vestiging kreeg de naam Temporary Contemporary of TC. Het pand werd aanvankelijk van de stad Los Angeles geleased, maar gezien de populariteit van de locatie werd de leaseperiode op verzoek van het museumbestuur in 1986 verlengd tot 50 jaar. In 1996 werd de leaseperiode nog verder verlengd en werd de naam, na een gift van de David Geffen Foundation, gewijzigd in The Geffen Contemporary at Moca
Deze vestiging is de grootste van de drie en uitermate geschikt voor tentoonstellingen van monumentale beeldhouwwerken, installatiekunst en conceptuele kunst.

### MOCA Pacific Design Center
MOCA opende in 2000 een tentoonstellingsgebouw op het terrein van het Pacific Design Center in West Hollywood ten behoeve van exposities van werken van nieuwe en gevestigde kunstenaars. Ook dient deze locatie ter ondersteuning van tentoonstellingen in MOCA Downtown.
Het Pacific Design Center werd ontworpen door Cesar Pelli & Associates.

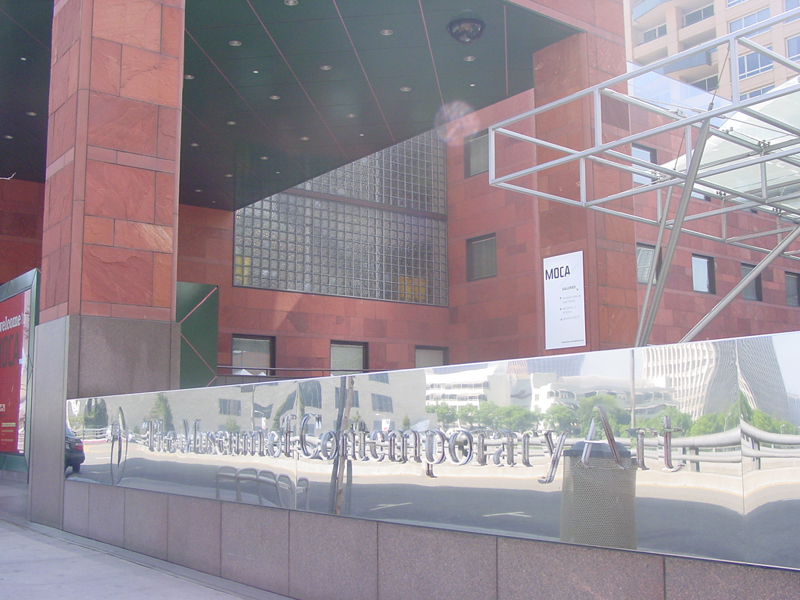
MOCA Grand Avenue
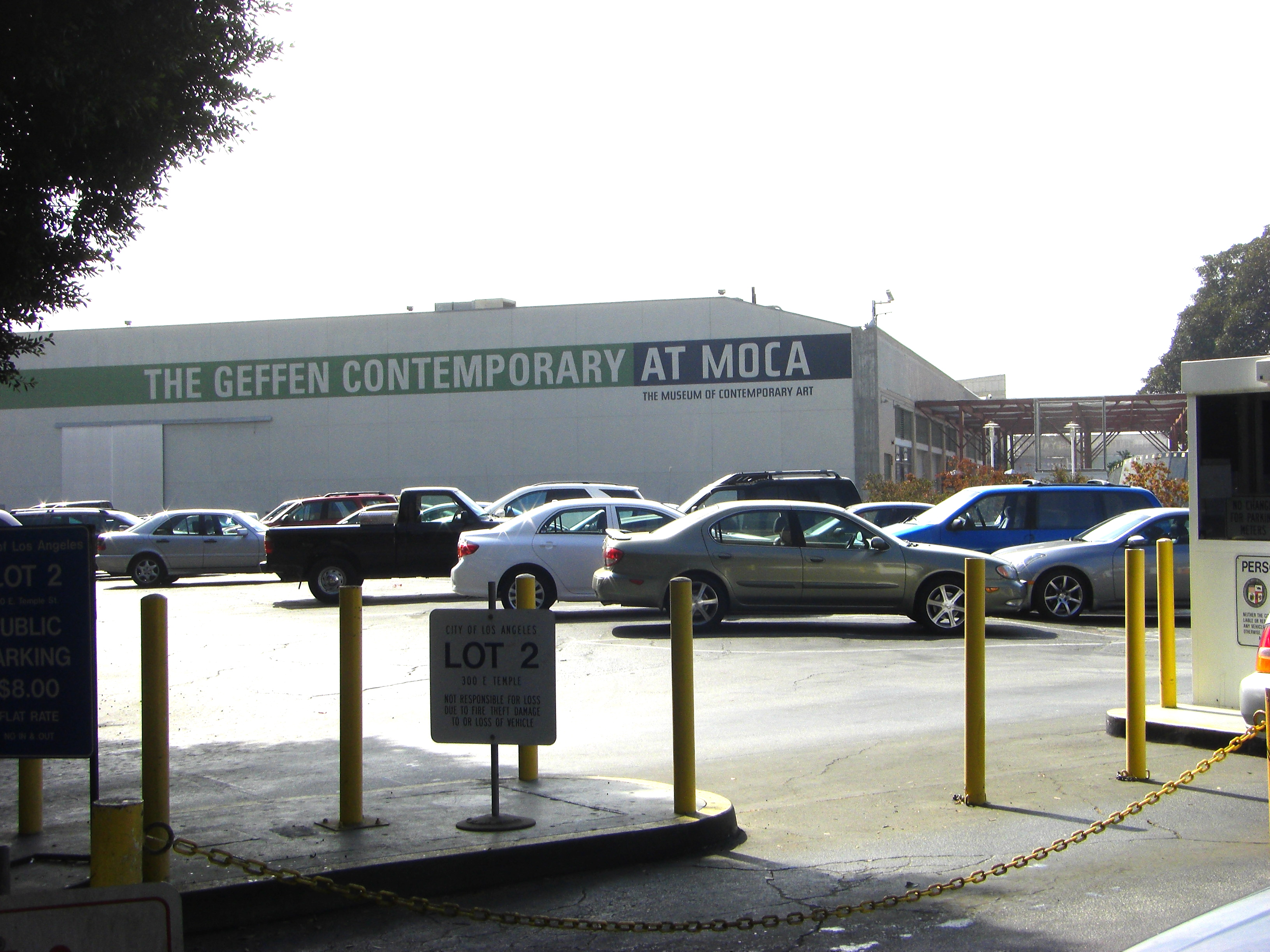
MOCA-vestiging Geffen Contemporary
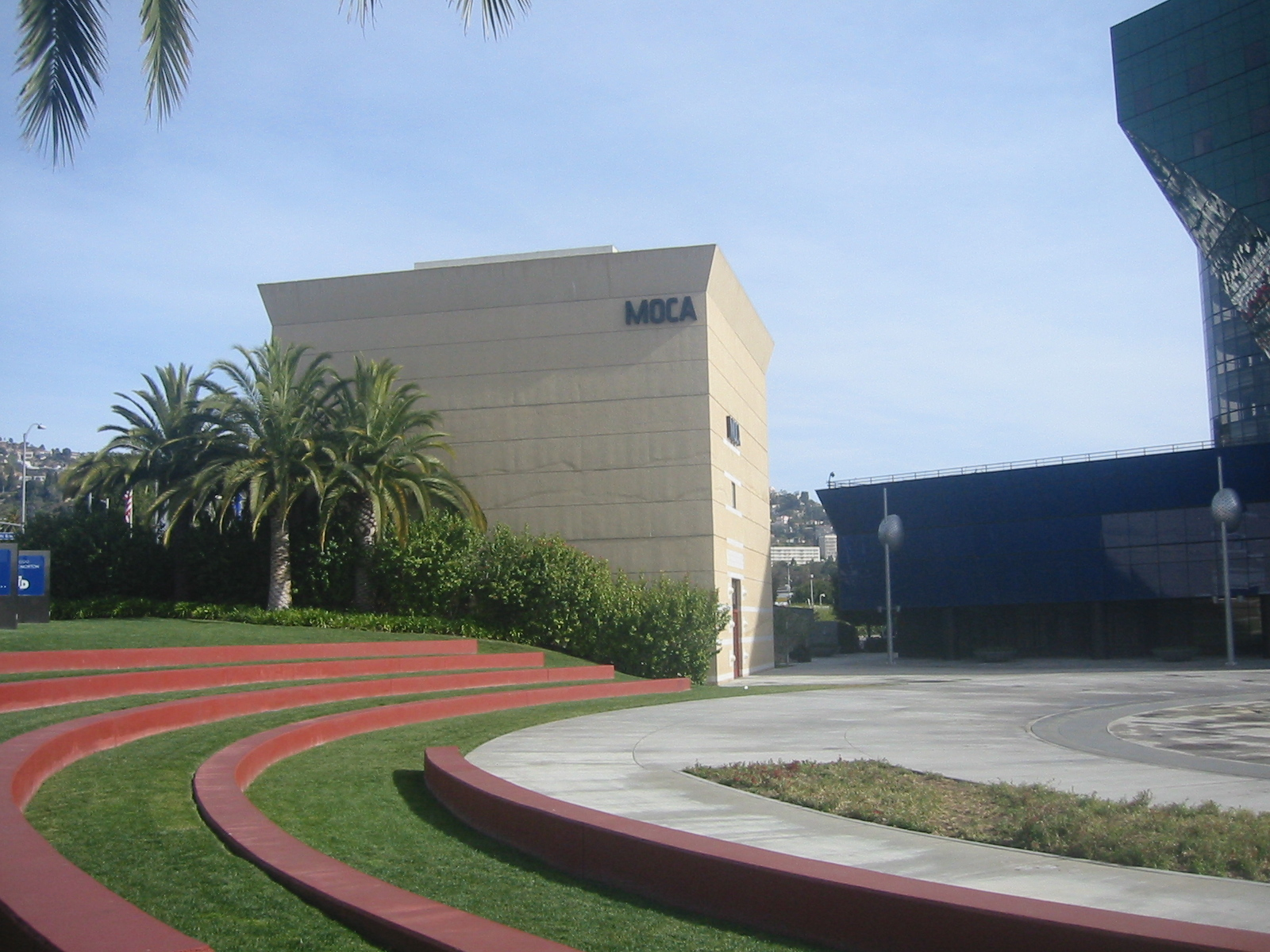
MOCA-vestiging Pacific Design Center